# Henryk Maculewicz
Henryk Józef Maculewicz (født 24. april 1950 i Grudza, Polen) er en tidligere polsk fodboldspiller (forsvarer)
Maculewicz spillede i en årrække i hjemlandet hos Wisła Kraków, hvor han var tilknyttet i otte sæsoner. Han havde også ophold i fransk fodbold hos RC Lens og Paris FC.
Maculewicz opnåede desuden 23 kampe for det polske landshold. Han var med i landets trup til VM i 1978 i Argentina. Her spillede han alle holdets seks kampe i turneringen, hvor polakkerne blev slået ud efter det andet gruppespil.